# Månegarm (musikalbum)
Månegarm är det åttonde studioalbumet med det svenska folk metal/viking metal-bandet Månegarm, släppt november 2015 av skivbolaget Napalm Records.

## Låtlista
1. "Blodörn" – 7:58
2. "Tagen av daga" – 5:27
3. "Odin Owns Ye All" – 4:25
4. "Blot" – 3:38
5. "Vigverk - Del II" – 3:29
6. "Call of the Runes" – 6:31
7. "Kraft" – 5:33
8. "Bärsärkarna från svitjod" – 4:14
9. "Nattramn" – 6:17
10. "Allfader" – 2:39

Bonusspår
1. "Månljus" – 2:44
2. "Mother Earth, Father Thunder" (Bathory-cover) – 6:08

- Text: Erik Grawsiö (spår 1, 3, 7), Jonas Almquist (spår 2, 6, 9, 11), Jacob Hallegren (spår 5, 8, 10), Quorthon (spår 12)
- Musik: Erik Grawsiö (spår 1–10), Jonas Almquist (spår 6, 9, 11), Quorthon (spår 12)

## Medverkande
Musiker (Månegarm-medlemmar)
- Erik Grawsiö – sång, basgitarr
- Jonas Almquist – gitarr
- Markus Andé – gitarr
- Jacob Hallegren –trummor

Bidragande musiker
- Jennie Tebler – sång (spår 12)
- Alan Nemtheanga – sång (spår 12)
- Mats (Crister Olsson) – körsång (spår 12)
- Ragnar (Daniel Bryntse) – körsång (spår 12)
- Ellinor Videfors – sång (spår 4, 5, 10)
- Martin Björklund – violin
- John Gullmarstam – ståbas (spår 4)
- Kaspars Bārbals – säckpipa, kokles (spår 2)

Produktion
- Pelle Säther (Per-Olof Uno Michael Saether) – producent, ljudtekniker, ljudmix
- John Gullmarstam – ljudtekniker
- Daniel Beckman – mastering
- Mats Redestad – omslagsdesign, foto
- Kris Verwimp – omslagskonst